# Patihan Kidul
Patihan Kidul is een bestuurslaag in het regentschap Ponorogo van de provincie Oost-Java, Indonesië. Patihan Kidul telt 2471 inwoners (volkstelling 2010).